# 마크 테시에러빈

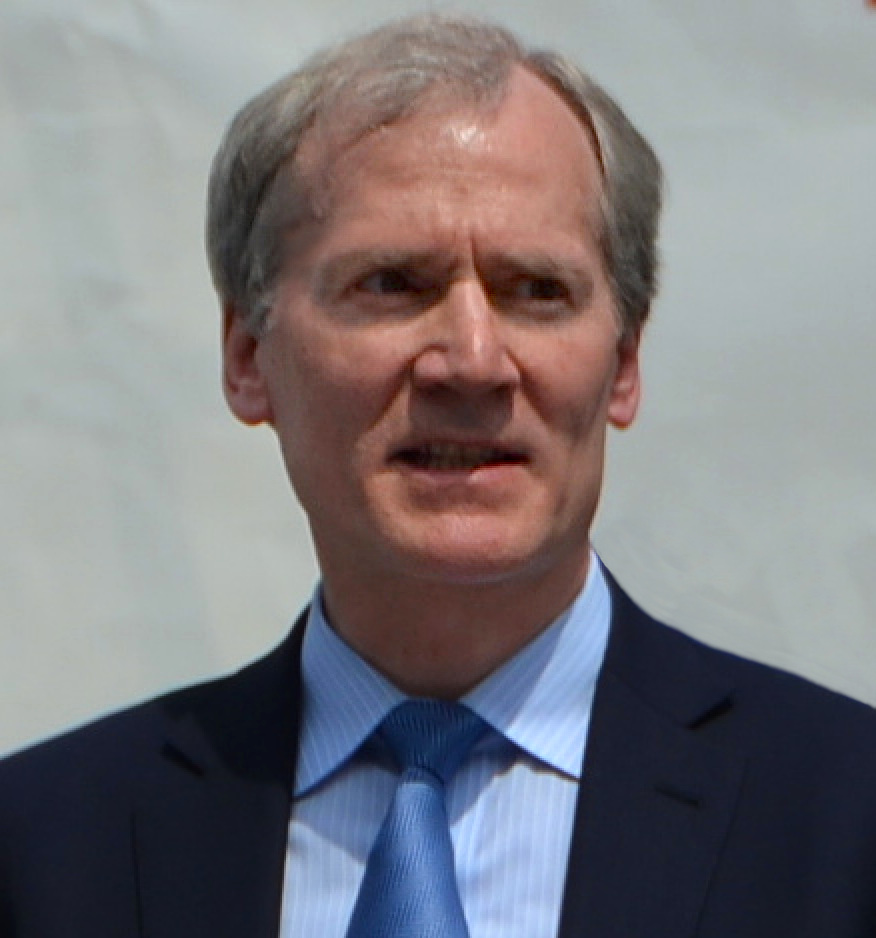

마크 트레버 테시에러빈(영어: Marc Trevor Tessier-Lavigne, 1959년 12월 18일)은 캐나다 출신의 뇌과학자로, 스탠퍼드 대학의 제11대 총장으로 재임 중이다. 캐나다와 미국의 복수국적 소유자기도 하다. 스탠퍼드 대학의 총장으로 일하기 전에는 록펠러 대학교의 총장을 역임했다. 캐나다 맥길대학교에서 물리학 학사 학위를 받았다. 맥길 대학교 재학 도중 로즈장학금에 선발되어 옥스퍼드 대학교에서 복수의 학위를 받을 기회가 생겨 옥스퍼드 대학교에서 철학과 생리학 학사 학위도 받았다. 박사 학위는 유니버시티 칼리지 런던에서 받았다.